# هنري سلوتر
هنري سلوتر (بالإنجليزية: Henry Slaughter)‏ هو كاتب أغاني ومغني وعازف بيانو أمريكي، ولد في 9 يناير 1927 في روكسبورو في الولايات المتحدة.